# Simon Cadell
Simon John Cadell, född 19 juli 1950 i London, död 6 mars 1996 i samma stad, var en brittisk skådespelare. Han var bror till Selina Cadell.

## Rollista i urval
- 1978 – Den långa flykten  (röst)
- 1978 – Edward & Mrs. Simpson (miniserie)
- 1979 – Meteor
- 1980–1984 – Hi-de-Hi! (TV-serie) (33 avsnitt)
- 1981 – Bergerac (TV-serie) (1 avsnitt)
- 1981, 1984 – Tales of the Unexpected (TV-serie) (2 avsnitt)